# 長谷川玲子
長谷川 玲子（はせがわ れいこ、1968年11月25日 - ）は日本のアナウンサー。実業家。株式会社舎鐘（しゃべる） 長谷川玲子アナウンス事務所代表取締役。

## 概要
静岡県静岡市出身。県内の高等学校を経て、静岡県立大学に一期生として入学。
静岡県立大学国際関係学部卒業後は静岡放送（SBS）に入社し、アナウンス部に配属される。アナウンサーや報道記者を務めた後に退職。
その後はフリーアナウンサーとして活動していた。
2007年4月、静岡県内で個々に活動していたフリーアナウンサーが協力して、全国初のフリーアナウンサー協同組合「舎鐘」を設立し理事長に就任。2015年4月、株式会社に改組し代表取締役に就任。
早稲田大学大学院公共経営研究科に入学し、2012年3月に修了。公共経営修士。

## 出演

### テレビ
- 『SBSテレビ夕刊』静岡放送
- 『とく報!4時ら』静岡放送

### ラジオ
- 『長谷川玲子のとれたてラジオ』静岡放送。
- 『GOGOワイド Wテツのらぶらじ』2009年1月07日 - 2017年3月30日、静岡放送
- 『わくわく！ドキドキ! 磐田ドリームラジオ』浜松エフエム放送